# یدالله نوعصری
یدالله نوعصری (زاده ۱۳۳۲ تبریز) تهیه کننده، نویسنده و کارگردان سینما و تلویزیون ایران است.

## فیلم‌های سینمایی
- سکوت کوهستان (۱۳۷۴)
- کنار برکه‌ها (۱۳۶۵)
- فیلم داستانی توپ (۱۳۶۸)
- زائر خلف (۱۳۶۳)
- مسافران دره انار (۱۳۷۰)